# 三棱水葱
三棱水葱（学名：Schoenoplectus triqueter）是莎草科水葱属的一种草本植物，也称藨草、青岛藨草、大甲藺、大甲草、蓆草、三角藺(淡水)、蒲草（Bulrush）。分布广泛，中国、朝鲜、日本、俄罗斯、中亚、欧洲都有分布。主要生长在水塘池沟沼泽地等水比较多的地方。可以造纸和编草席。